# 路易莎·内奇布
露薏莎·妮絲比（法語：Louisa Nécib，1987年1月23日—）是一名具有阿尔及利亚血統的法國女子足球運動員，司職進攻中場，現時效力法國甲組女子足球聯賽球會里昂女隊。妮絲比被形容為“优雅的控球， 美妙的传球和唯美的脚下技术 ，由於祖籍阿尔及利亚及在马赛長大，具有非凡的球技，而與法國一代球王施丹背景相近，更被法國傳媒標籤為「女版施丹」，她同時亦是法國女隊成員之一，於2005年2月首次代表國家隊上陣出戰挪威。

## 生平

### 球會

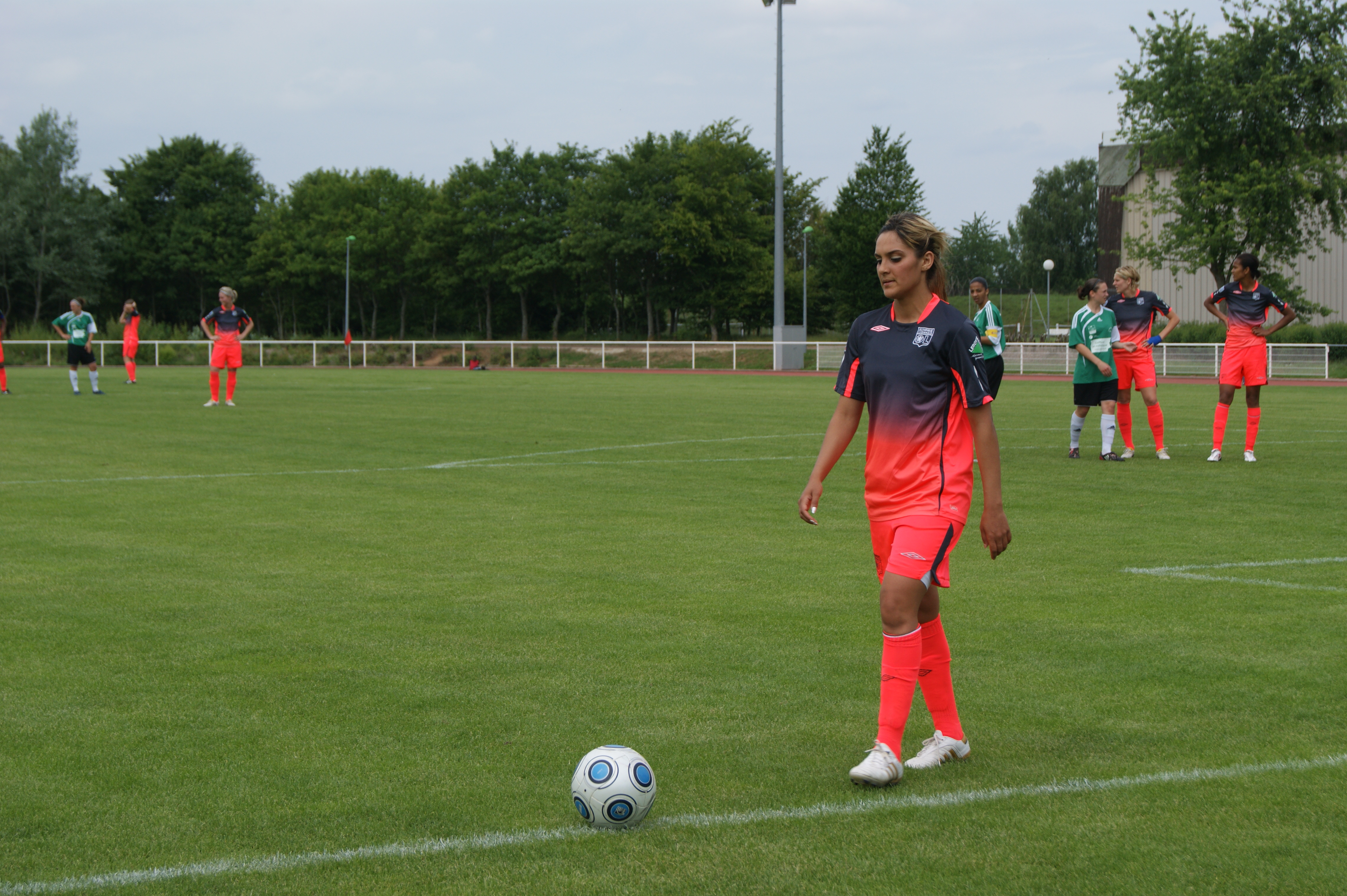
穿上里昂球衣的妮絲比

早年
里昂

## 外部連結
- Club profile
- FFF profile
- 里昂中文官網簡歷